# Ernst Rolf

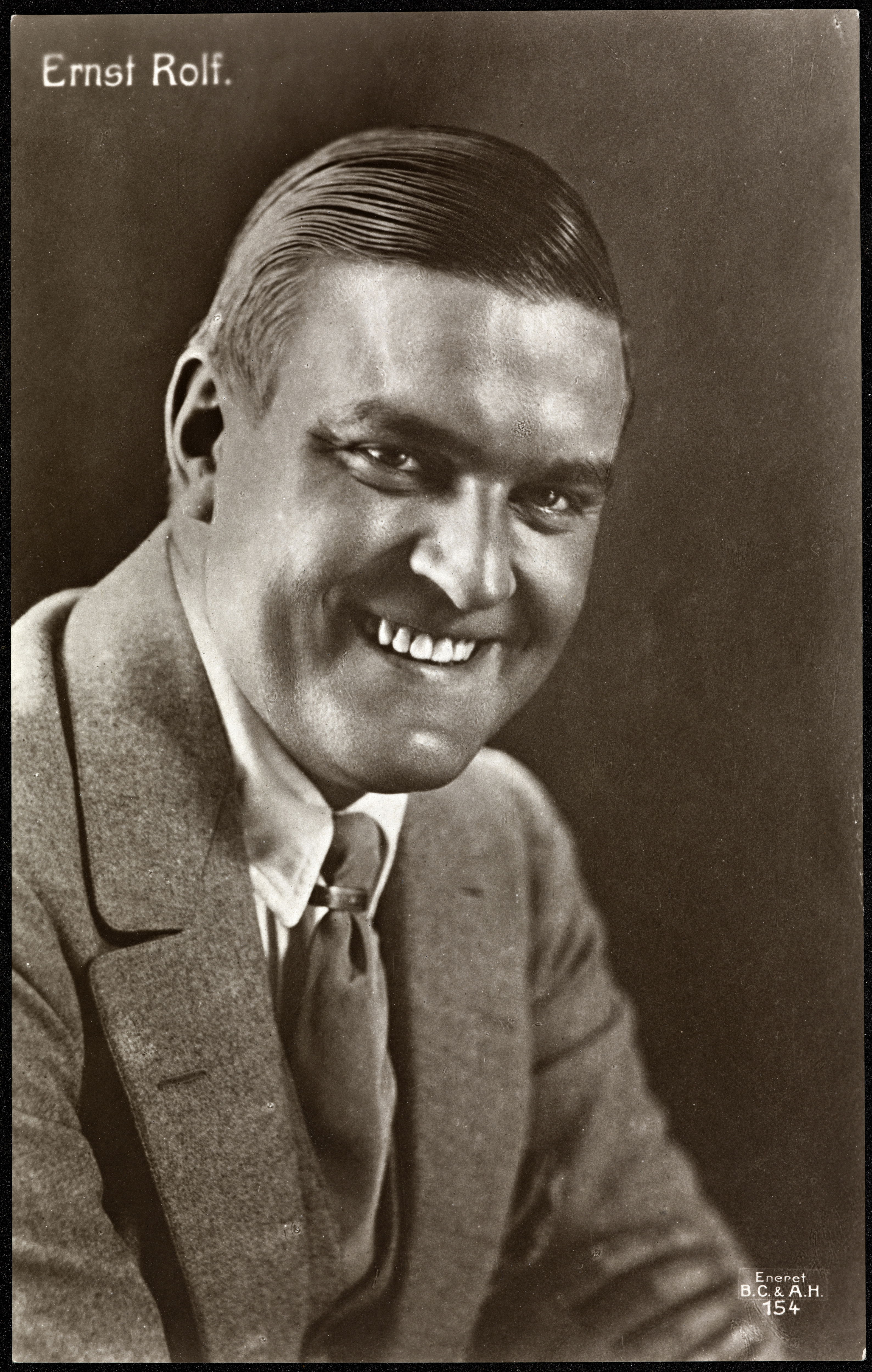
Ernst Rolf

Ernst Rolf (20 de enero de 1891 – 25 de diciembre de 1932) fue un actor, cantante e intérprete de revista de nacionalidad sueca.

## Biografía
Su verdadero nombre era Ernst Ragnar Johansson, y nació en Falun, Suecia, donde su padre era sastre y miembro del Movimiento por la Templanza. Su talento musical fue evidente desde el principio, y siendo muy joven ya cantaba en reuniones de la Organización Internacional de la Templanza, en las cuales su hermano mayor Birger tocaba el piano.
En 1906 Rolf encontró trabajo en la cadena de almacenes Åhléns, en la localidad de Insjön. Su debut teatral llegó con la obra El Mago de Oz, hacienda el papel de Dorothy en un reparto totalmente masculino. En 1907 empezó a viajar por el país como cantante y comediante, convirtiéndose rápidamente en uno de los artistas de mayor éxito y fama de Suecia.
En los años 1920, Rolf fue conocido por producir revistas que fueron alabadas por sus decorados deslumbrantes, sus actores de primera clase y su agitada música. Él también fue letrista y compositor, escribiendo, por ejemplo, la letra de Finska Valsen y la música de Från Frisco Till Cap. Rolf grabó su primera canción en 1910, y a lo largo de su carrera hizo más de ochocientas grabaciones. Además de lo anterior, Rolf también actuó en diferentes producciones cinematográficas.
Se casó en tres ocasiones. En 1930, su tercera esposa, la actriz Tutta Rolf, actuó con él en una versión escandinava de Paramount on Parade. Al año siguiente tuvieron un hijo, Tom Rolf, editor cinematográfico ganador de un Premio Oscar. 
Sin embargo, y a pesar de su éxito, Rolf se vio desbordado por problemas personales y financieros, y en 1932 intentó suicidarse por ahogamiento. Aunque sobrevivió al intento, contrajo una neumonía que le produjo la muerte. Fue enterrado en el Cementerio Norra begravningsplatsen de Estocolmo.

## Enlaces externos

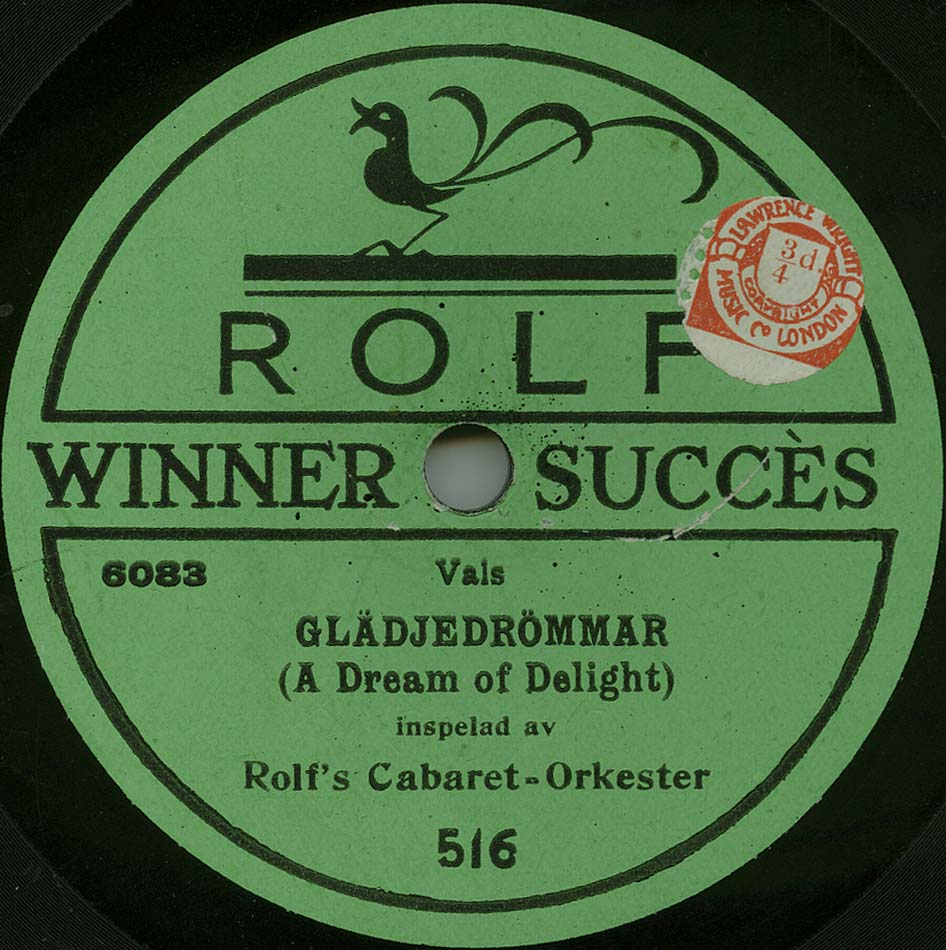
Sello discográfico propiedad de Ernst Rolf, 1918